# Когерентное обратное рассеяние
В физике когерентное обратное рассеяние наблюдается, когда когерентное излучение (например, лазерный луч) распространяется через среду, которая имеет большое количество центров рассеяния (например, суспензии, молоко или толстое облако), размер которых сопоставим с длиной волны излучения.

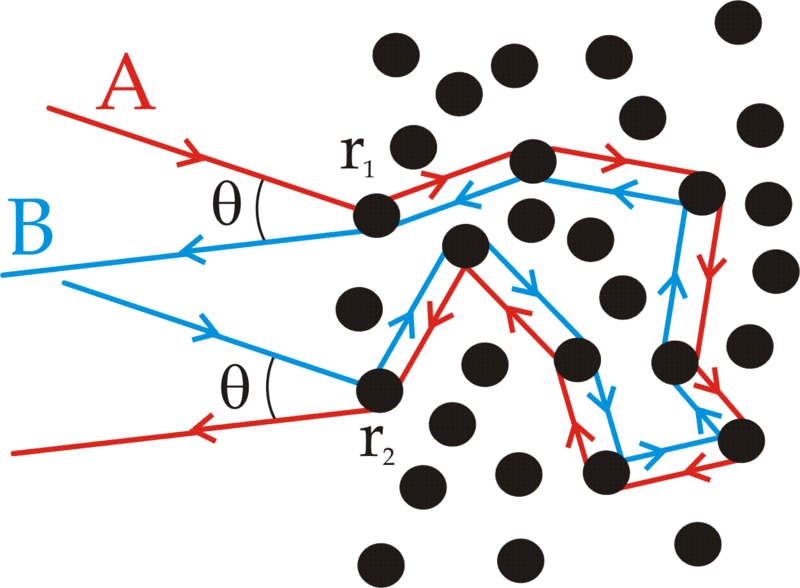
Распространение двух лучей в случайной среде. Поскольку одно может быть получено из другого инверсией времени, они интерферируют когерентно, когда угол θ стремится к нулю.

Волны многократно рассеиваются во время прохождения через мутную среду. Даже для некогерентного излучения рассеяние обычно достигает локального максимума в направлении обратного рассеяния, однако для когерентного излучения пик в два раза выше.
Когерентное обратное рассеяние очень трудно обнаружить и измерить по двум причинам. Первое довольно очевидно, что трудно измерить прямое обратное рассеяние без блокировки луча, но существуют методы для решения этой проблемы. Во-вторых, пик обычно очень резкий в обратном направлении, поэтому детектор должен иметь очень высокий уровень углового разрешения, чтобы видеть пик без усреднения его интенсивности по близким углам, где интенсивность может претерпевать большие провалы. Под углами, отличными от направления обратного рассеяния, интенсивность света подвержена многочисленным и по существу случайным флуктуациям, называемым пятнами.
Это одно из самых устойчивых явлений интерференции, которое переживает многократное рассеяние, и оно рассматривается как аспект квантово-механического явления, известного как слабая локализация (Аккерманс и др., 1986). При слабой локализации интерференция прямого и обратного путей приводит к чистому снижению прохождения света в направлении излучения. Это явление типично для любой многократно рассеянной когерентной волны. Обычно оно обсуждается для световых волн, для которых это явление похоже на слабую локализацию для электронов в неупорядоченных полупроводниках, которое по аналогии часто рассматривается как предшественник андерсоновской (или сильной) локализации света. Слабая локализация света может быть обнаружена, поскольку она проявляется как увеличение интенсивности света в направлении обратного рассеяния. Это существенное усиление называется конусом когерентного обратного рассеяния.
Когерентное обратное рассеяние возникает из-за интерференции между прямым и обратным путями в направлении обратного рассеяния. Когда многократно рассеивающая среда освещается лазерным лучом, интенсивность рассеяния возникает в результате интерференции между амплитудами, связанными с различными путями рассеяния; для неупорядоченной среды интерференционные члены исчезают при усреднении по многим конфигурациям рассеивающих центров, за исключением узкого углового диапазона вокруг точного обратного рассеяния, где средняя интенсивность увеличивается. Это явление является результатом сложения множества синусоидальных двухволновых интерференционных картин. Конус представляет собой преобразование Фурье пространственного распределения интенсивности рассеянного света на поверхности образца, когда последняя освещается точечным источником. Усиленное обратное рассеяние основано на конструктивной интерференции между обратными путями.

## Рекомендации
- Akkermans, E. (1986). Coherent Backscattering of Light by Disordered Media: Analysis of the Peak Line Shape. Physical Review Letters. 56 (14): 1471–1474. Bibcode:1986PhRvL..56.1471A. doi:10.1103/PhysRevLett.56.1471. PMID 10032680.